# Боров, Тодор
Тодор Боров (болг. Тодор Боров), настоящее имя Тодор Цветанов Тодоров (болг. Тодор Цветанов Тодоров; 30 января 1901, Лом — 27 мая 1993, София) — болгарский библиограф, отец болгарского философа и литературоведа Цветана Тодорова и физика Ивана Тодорова.

## Биография

### Образование
Родился 30 января 1901 года в городе Лом. Окончил шесть классов школы, в 1917 году поступил в Русенскую мужскую гимназию, через год ушёл в Софийскую 2-ю мужскую гимназию. Окончил в 1923 году Софийский университет по специальности «Славянская филология», в Берлине изучал далее журналистику и библиотечное дело.

### Научная карьера
Боров работал библиотекарем Софийского университета в 1929—1931 годах и заместителем библиотекаря Болгарского земледельческого кооперативного банка в 1931—1944 годах. С его подачи был образован Болгарский библиографический институт, которым он руководил в 1941—1964 годах. В 1948—1963 — редактор периодического издания «Елин Пелин», в 1944—1949 годах директор Национальной библиотеки Болгарии. Преподавал библиотековедение и библиографию в Софийском университете, в 1943 году получил звание почётного доцента, в 1947 — почётного профессора, в 1952 — профессора. Руководил кафедрой библиотековедения и библиографии в университете.
Скончался 27 мая 1993 года в Софии.

## Научные труды
Боров занимался доработкой библиографических справочников, редактировал сочинения Елина Пелина, Христо Смирненского, Александра Балабанова. Сохранил неопубликованные рукописи Яны Язовой. Член редакционных советов журналов «Развигор» (1921—1937), «Нарстуд» (1924—1926), газет «Българска книга» (1930), «Подслон» (1934—1943). Автор следующих книг:
- 1942 — «Пътят към книгите. Увод в библиографията»
- 1941 — «Книги, библиотеки, библиография (1941—1947)»
- 1955 — «Чехов и България. Критико-библиографска студия»
- 1973 — «Живот с книги (1942—1972)»
- 1992 — «Стъпки по пътя на един дълголетник (1901—1991)»
- 1970 — «Мъдростта на вековете»